# سافيلي تزيرتلي
سافيلي تزيرتلي، منطيق ماركسي من جورجيا، ولد سنة 1907، وتوفي سنة 1966، دكتور في العلوم الفلسفية، عمل سافيلي كمدير لمعهد الفلسفة التابع  لأكاديمية العلوم الجيورجية. من مؤلفاته باللغة الجورجية:" المنطق الجدلي "زذلك سنة 1965.